# 杰克·博恩海默
雅各布·博恩海默（英語：Jacob Bornheimer，1927年6月29日—1986年9月10日），美国NBA联盟前职业篮球运动员。